# Politique de l'autruche
Ne doit pas être confondu avec Attentisme.
« La politique de l'autruche » est une expression populaire et médiatique française qui désigne la volonté d'ignorer, de façon systématique, un danger ou simplement la réalité.

## Dans les médias et la science
Cette expression est fréquemment employée dans la presse écrite,,, mais aussi dans les travaux scientifiques,,,,,.

## Dans les arts
La Politique de l'Autruche est le titre (français) :
- d'un recueil de poèmes d'Armand Olivennes paru en 1992 ;
- d'un épisode de la série télévisée Will et Grace ;
- d'un épisode de la série Arrested Development ;
- d'un court-métrage d'animation français sorti en 2018.

Climate Change Denial: Heads in the Sand (litt. « Déni du changement climatique : les têtes dans le sable ») est un essai scientifique sur le déni du changement climatique paru en 2011, coécrit par Haydn Washington et John Cook, avec une préface de Naomi Oreskes.